# Aprómolyfélék
Az aprómolyfélék (Opostegidae) családját a korszerű rendszertanok a valódi lepkék alrendjének Heteroneura alrendágába sorolják. A hagyományos felosztás szerint a molylepkék (Microlepidoptera) közé tartoznak.

## Származásuk, elterjedésük
Az egész Földön előfordulnak, a legtöbb fajt Ausztráliában írták le. Hazánkból 4 fajt mutattak ki.

## Megjelenésük, felépítésük
Közepes termetű molylepkék. A fajok többségének hernyója még nem ismert.

## Életmódjuk, élőhelyük
Az ismert hernyók levelekben aknáznak.

## Rendszertani felosztásuk
A családot két alcsaládra osztják:
- Oposteginae alcsalád két nemmel:
  - Opostega (vagy Opostege)
    - ezüstfehér aprómoly (Opostege salicella Treitschke, 1833)
    - szalmaszínű aprómoly (Opostege spatulella Herrich-Schäffer, 1855)

  - Pseudopostega
    - gólyahíraknázó aprómoly (Pseudopostega auritella Hübner, 1813)
    - tarka aprómoly (Pseudopostega crepusculella Zeller, 1839) – Magyarország több részén is előfordul.

- Opostegoidinae alcsalád öt nemmel:
  - Eosopostega
  - Notiopostega
  - Opostegiodes
  - Opostegoides
  - Paralopostega